# Brianne Jenner
Pour les articles homonymes, voir Jenner.
Brianne Jenner  (née le 4 mai 1991 à Oakville, dans la province de l'Ontario) est une joueuse canadienne de hockey sur glace qui évolue dans la ligue élite féminine en tant qu'attaquante. Elle remporte trois titres olympiques, deux médailles d'or à Sotchi en 2014 et à Pékin en 2022 et une médaille d'argent à Pyeongchang en 2018. Elle représente également le Canada dans sept championnats du monde, remportant quatre médailles d'argent et deux médailles d'or.
Elle remporte deux fois la Coupe Clarkson avec l'Inferno de Calgary en 2016 et 2019.

## Biographie

### En club
Alors qu'elle n'a pas encore dix-huit ans, Jenner joue déjà auprès de certaines joueuses internationales au sein de la LCHF, d'abord pour les Chiefs de Mississauga et ensuite pour les Barracudas de Burlington. Lors de sa seconde saison, elle inscrit 23 points en 17 matchs. Lorsqu'elle termine son lycée, elle poursuit son chemin en ligue universitaire américaine NCAA, auprès du Big Red de Cornell en 2010. Là-bas, elle est nommée meilleure recrue de la Ivy League avec 50 points pour sa première année. Durant son parcours universitaire, elle reçoit de nombreuses récompenses notamment en 2013, avec le titre de joueuse la plus utile de l'équipe, de joueuse de l'année de la Ivy League, la sélection dans l'équipe d'étoiles de la NCAA et sa nomination pour la Trophée Patty-Kazmaier,.
Au cours de sa dernière saison à Cornell, Jenner est repêchée en 4e position par l'Inferno de Calgary, toujours dans la LCHF qui a entre-temps évolué et s'est agrandie. Elle devient capitaine dès 2016, emmenant l'équipe vers sa première Coupe Clarkson en inscrivant deux buts en final contre les Canadiennes de Montréal. Jenner remporte une seconde coupe Clarkson en 2019, dans la dernière année d'existence de la ligue.
À la suite de la fermeture de la LCHF, elle joue des matchs en 2020 et 2021 avec la Professional Women's Hockey Players Association (PWHPA), organisation ayant pour but de former une ligue professionnelle féminine mais dont la progression a été ralentie par la pandémie de Covid-19. Lors de la saison 2024, elle évolue avec l’équipe d'Ottawa dans la Ligue professionnelle de hockey féminin (LPHF].

### Carrière internationale
Brianne Jenner commence sa carrière internationale par une sélection dans l'équipe des moins de 18 ans, à l'occasion du championnat du monde des moins de 18 ans. Après avoir remporté la médaille d'argent, elle est sélectionnée pour l'édition suivante en 2009 en tant que capitaine, ramenant une seconde médaille d'argent. Elle rejoint l'équipe sénior la même année, pour la Coupe des quatre nations. 
En 2010, elle fait partie du groupe centralisé à Calgary pour la préparation olympique mais Jenner n'est pas retenue dans l'effectif final. Elle prend sa revanche aux Jeux de Sotchi en 2014, non seulement en étant sélectionnée mais en ouvrant le score lors de la finale qui permet au Canada de remporter une médaille d'or. Entre-temps, elle participe à son premier championnat du monde en 2012, qui se solde par une médaille d'or. Elle participe à toutes les éditions suivantes, devant assistante-capitaine à partir de 2015. 
À l'occasion des Jeux olympiques de Pékin en 2022, elle est nommée Most Valuable Player (en français, Meilleure joueuse) du tournoi grâce à ses performances. Elle inscrit neuf buts dans le tournoi, le record pour une seule compétition, et un coup du chapeau plus quatre points face à la Finlande.

## Statistiques

### En club
| Saison      | Équipe                   | Ligue       |                            | Saison régulière           | Saison régulière           | Saison régulière           | Saison régulière           | Saison régulière           |                            | Séries éliminatoires       | Séries éliminatoires       | Séries éliminatoires       | Séries éliminatoires | Séries éliminatoires |
| Saison      | Équipe                   | Ligue       | PJ                         | B                          | A                          | Pts                        | Pun                        | PJ                         | B                          | A                          | Pts                        | Pun                        |                      |                      |
| 2008-2009   | Chiefs de Mississauga    | LCHF        | 11                         | 1                          | 1                          | 2                          | 6                          | -                          | -                          | -                          | -                          | -                          |                      |                      |
| 2009-2010   | Barracudas de Burlington | LCHF        | 17                         | 11                         | 12                         | 23                         | 2                          | -                          | -                          | -                          | -                          | -                          |                      |                      |
| 2010-2011   | Big Red de Cornell       | NCAA        | 33                         | 23                         | 27                         | 50                         | 26                         | -                          | -                          | -                          | -                          | -                          |                      |                      |
| 2011-2012   | Big Red de Cornell       | NCAA        | 33                         | 20                         | 37                         | 57                         | 34                         | -                          | -                          | -                          | -                          | -                          |                      |                      |
| 2012-2013   | Big Red de Cornell       | NCAA        | 32                         | 35                         | 35                         | 70                         | 44                         | -                          | -                          | -                          | -                          | -                          |                      |                      |
| 2013-2014   | Canada                   | AMHL        | 18                         | 2                          | 5                          | 7                          | 4                          | -                          | -                          | -                          | -                          | -                          |                      |                      |
| 2014-2015   | Big Red de Cornell       | NCAA        | 31                         | 15                         | 36                         | 51                         | 22                         | -                          | -                          | -                          | -                          | -                          |                      |                      |
| 2015-2016   | Inferno de Calgary       | LCHF        | 24                         | 10                         | 18                         | 28                         | 6                          | 3                          | 2                          | 4                          | 6                          | 2                          |                      |                      |
| 2016-2017   | Inferno de Calgary       | LCHF        | 20                         | 9                          | 18                         | 27                         | 6                          | -                          | -                          | -                          | -                          | -                          |                      |                      |
| 2017-2018   | Canada                   | AMHL        | 15                         | 3                          | 4                          | 7                          | 2                          | -                          | -                          | -                          | -                          | -                          |                      |                      |
| 2017-2018   | Inferno de Calgary       | LCHF        | 4                          | 1                          | 1                          | 2                          | 4                          | 3                          | 0                          | 2                          | 2                          | 0                          |                      |                      |
| 2018-2019   | Inferno de Calgary       | LCHF        | 27                         | 19                         | 13                         | 32                         | 8                          | 4                          | 2                          | 0                          | 2                          | 2                          |                      |                      |
| 2019-2020   | GTA East                 | PWHPA       | Statistiques indisponibles | Statistiques indisponibles | Statistiques indisponibles | Statistiques indisponibles | Statistiques indisponibles | Statistiques indisponibles | Statistiques indisponibles | Statistiques indisponibles | Statistiques indisponibles | Statistiques indisponibles |                      |                      |
| 2020-2021   | Toronto                  | PWHPA       | 4                          | 1                          | 3                          | 4                          | 2                          |                            |                            |                            |                            |                            |                      |                      |
| 2022-2023   | Team Sonnet              | PWHPA       | Statistiques indisponibles | Statistiques indisponibles | Statistiques indisponibles | Statistiques indisponibles | Statistiques indisponibles | Statistiques indisponibles | Statistiques indisponibles | Statistiques indisponibles | Statistiques indisponibles | Statistiques indisponibles |                      |                      |
| Totaux NCAA | Totaux NCAA              | Totaux NCAA | 129                        | 93                         | 135                        | 228                        | 126                        |                            |                            |                            |                            |                            |                      |                      |
| Totaux LCHF | Totaux LCHF              | Totaux LCHF | 103                        | 51                         | 63                         | 114                        | 32                         | 10                         | 4                          | 6                          | 10                         | 4                          |                      |                      |

### En équipe nationale

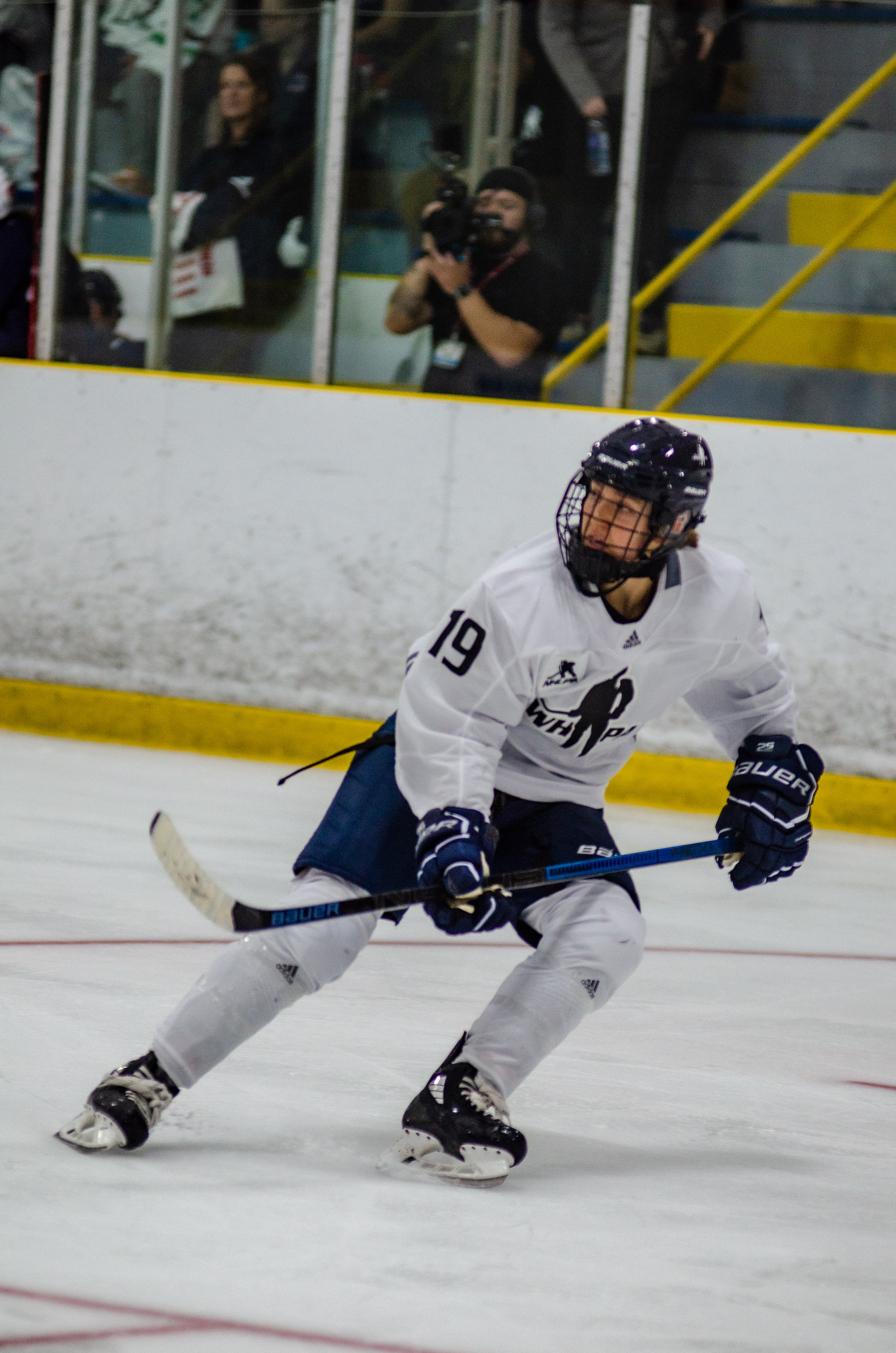
Jenner en 2019 avec la PWHPA.

| Année | Équipe          | Compétition                   |   | PJ | B | A  | Pts | Pun  | +/-                |  | Résultat |
| 2008  | Canada - 18 ans | Championnat du monde - 18 ans | 5 | 6  | 3 | 9  | 2   | +7   | Médaille d'argent  |  |          |
| 2009  | Canada - 18 ans | Championnat du monde - 18 ans | 5 | 5  | 1 | 6  | 2   | +8   | Médaille d'argent  |  |          |
| 2012  | Canada          | Championnat du monde          | 5 | 0  | 1 | 1  | 0   | +2   | Médaille d'or      |  |          |
| 2013  | Canada          | Championnat du monde          | 5 | 4  | 2 | 6  | 2   | +6   | Médaille d'argent  |  |          |
| 2014  | Canada          | Jeux olympiques               | 5 | 1  | 0 | 1  | 0   | +1   | Médaille d'or      |  |          |
| 2015  | Canada          | Championnat du monde          | 5 | 1  | 2 | 3  | 2   | +6   | Médaille d'argent  |  |          |
| 2016  | Canada          | Championnat du monde          | 5 | 1  | 4 | 5  | 2   | +3   | Médaille d'argent  |  |          |
| 2017  | Canada          | Championnat du monde          | 5 | 2  | 2 | 4  | 0   | -1   | Médaille d'argent  |  |          |
| 2018  | Canada          | Jeux olympiques               | 5 | 0  | 2 | 2  | 0   | +2   | Médaille d'argent  |  |          |
| 2019  | Canada          | Championnat du monde          | 7 | 3  | 6 | 9  | 4   | +3   | Médaille de bronze |  |          |
| 2021  | Canada          | Championnat du monde          | 6 | 3  | 8 | 11 | 4   | + 13 | Médaille d'or      |  |          |
| 2022  | Canada          | Jeux olympiques               | 7 | 9  | 5 | 14 | 2   | +15  | Médaille d'or      |  |          |
| 2022  | Canada          | Championnat du monde          | 7 | 3  | 2 | 5  | 2   | + 6  | Médaille d'or      |  |          |
| 2023  | Canada          | Championnat du monde          | 7 | 3  | 4 | 7  | 2   | + 2  | Médaille d'argent  |  |          |

## Honneurs personnels

### En ligues
- Championne de l'OWHA pour le niveau AA en 2007 et 2008.
- Recrue de l'année de l'Ivy League en 2011.
- Joueuse de la semaine de la division ECAC ( semaines du 31 oct. et du 13 févr. 2011-2012)[7],[8].
- Sélectionnée dans l'équipe d'étoiles de la NCAA en 2013[1].
- Joueuse de l'année de la Ivy League en 2013 et 2015[1].
- Finaliste pour la remise du Trophée Patty-Kazmaier en 2013 et 2015.
- Participe au Match des étoiles de la LPHF en 2024.

### En équipe nationale
- Nommée dans le top 3 de son équipe pour le championnat du monde 2015.
- Meilleure pourcentage d'engagement du championnat du monde 2016.
- Nommée dans le top 3 de son équipe pour le championnat du monde 2019.
- Plus grand nombre d'assistances et meilleur +/- du championnat du monde 2021.
- Nommée dans l'équipe d'étoiles des médias et sacrée Most valuable player des Jeux olympiques 2022.